# کاوه تیلوپور
کاوه تیلوپور (به تاجیکی: Кова Тилавпур) (زاده ۱۶ اوت ۱۹۹۳، ناحیه اشت، ولایت سغد، تاجیکستان) بازیگر سینما، روزنامه‌نگار و مدیربرنامه فوتبال اهل تاجیکستان است. عضو اتحادیه روزنامه‌نگاران تاجیکستان. او به عنوان یک مدیربرنامه تعدادی از بازیکنان فوتبال، از جمله امید ابراهیمی، نورالدین دورانوف، اهتم نظروف،  جهانگیر ایرگشیف ،  شهرام سمیعوف  ،  احسان پنج‌شنبه‌،  فتح‌الله فتح‌الله‌وف  و دیگران شناخته شده.

## زندگینامه
کاوه تیلوپور در ۱۶ آگوست ۱۹۹۳ در ناحیه اشت در خانواده روزنامه‌نگار تیلو رسول‌زاده زاده شد. وی از مدرسه متوسطه شماره ۸ شهر خوجند، دانشگاه دولتی خوجند، دانشکده دولتی زبانهای تاجیکستان، دانشگاه بین المللی امام خمینی و دانشگاه علامه طباطبایی فارغ التحصیل شد.
از سال ۲۰۱۶ تا ۲۰۱۷ او مفسر فوتبال شبکه ورزش تاجیکستان بود .
در سال ۲۰۱۸، وی مجوز مدیربرنامه فوتبال خود را از فدراسیون فوتبال ترکیه  به دست آورد.
در استانبول زندگی می‌کند.

## فیلم‌شناسی
در سال ۲۰۰۱ او نقش یتیم‌را در فیلم بازی <i>فرشته کتف راست</i> به کارگردانی جمشید عثمانف بازید.